# Лук Харангоди
Лук Харангоди (енгл. Luke Harangody; Декејтур, 2. јануар 1988) је амерички кошаркаш. Игра на позицији крилног центра.

## Биографија
Харангоди је колеџ каријеру провео на универзитету Нотр Дејм где је наступао од 2006. до 2010. године. На НБА драфту 2010. је одабран као 52. пик од стране Бостон селтикса. Са њима је почео своју прву сениорску сезону и остао до јануара 2011. када је мењан у Кливленд кавалирсе. У дресу Кливленда остаје до новембра 2012, када је отпуштен. Играо је и у НБА развојној лиги, где је наступао за Кантон чарџ, а касније и Форт Вејн мед антсе. Од 2013. наступа у Европи. Сезону 2013/14. провео је у екипи УНИКС-а. У сезони 2014/15. наступао је за Валенсију. У августу 2015. потписао је за Дарушафаку и њене боје је бранио наредне две сезоне. У сезони 2017/18. је играо за Улм. У септембру 2018. потписује за Хувентуд, и са њима проводи наредне две сезоне.